# Thomas Sørensen
Thomas Løvendahl Sørensen (Fredericia, 12 juni 1976) is een Deens voormalig doelman in het betaald voetbal.

## Clubcarrière
Sørensen stond op 14 mei 2011 met Stoke City in de finale van de strijd om de FA Cup. Daarin verloor de ploeg van trainer-coach Tony Pulis met 1-0 van Manchester City door een treffer in de 74ste minuut van Yaya Touré.

## Clubstatistieken
| Seizoen | Club           | Wedstrijden | Doelpunten | Competitie     |
| ------- | -------------- | ----------- | ---------- | -------------- |
| 1994/95 | Odense BK      | 0           | 0          | SAS Ligaen     |
| 1995/96 | Odense BK      | 0           | 0          | SAS Ligaen     |
| 1996/97 | Odense BK      | 0           | 0          | SAS Ligaen     |
| 1996/97 | → Vejle BK     | 6           | 0          | SAS Ligaen     |
| 1997/98 | Odense BK      | 0           | 0          | SAS Ligaen     |
| 1997/98 | → Svendborg fB | 50          | 0          | Tweede divisie |
| 1998/99 | Sunderland     | 45          | 0          | First Division |
| 1999/00 | Sunderland     | 37          | 0          | Premier League |
| 2000/01 | Sunderland     | 34          | 0          | Premier League |
| 2001/02 | Sunderland     | 34          | 0          | Premier League |
| 2002/03 | Sunderland     | 21          | 0          | Premier League |
| 2003/04 | Aston Villa    | 38          | 0          | Premier League |
| 2004/05 | Aston Villa    | 36          | 0          | Premier League |
| 2005/06 | Aston Villa    | 36          | 0          | Premier League |
| 2006/07 | Aston Villa    | 29          | 0          | Premier League |
| 2007/08 | Aston Villa    | 0           | 0          | Premier League |
| 2008/09 | Stoke City     | 36          | 0          | Premier League |
| 2009/10 | Stoke City     | 33          | 0          | Premier League |
| 2010/11 | Stoke City     | 10          | 0          | Premier League |
| 2011/12 | Stoke City     | 16          | 0          | Premier League |
| 2012/13 | Stoke City     | 0           | 0          | Premier League |
| 2013/14 | Stoke City     | 4           | 0          | Premier League |
| 2014/15 | Stoke City     | 0           | 0          | Premier League |

## Interlandcarrière
Op 17 november 1999 debuteerde hij in het Deens voetbalelftal, waarvoor hij 101 interlands speelde. Sørensen volgde in het Deense nationale team Peter Schmeichel op. Hij was actief op onder meer het WK 2002, het EK 2004 en het WK 2010. Sørensen maakte zijn debuut op woensdag 17 november 1999 in de EK-kwalificatiewedstrijd (play-offs) tegen Israël (3-0), toen hij na achttien minuten inviel voor Schmeichel. Op dinsdag 7 augustus 2012 kondigde Sørensen het einde van zijn interlandloopbaan aan. Hij had kort daarvoor het EK voetbal gemist vanwege een knieblessure die hij had opgelopen in een oefeninterland tegen Brazilië.
| Interlands van Thomas Sørensen voor Denemarken | Interlands van Thomas Sørensen voor Denemarken | Interlands van Thomas Sørensen voor Denemarken | Interlands van Thomas Sørensen voor Denemarken | Interlands van Thomas Sørensen voor Denemarken | Interlands van Thomas Sørensen voor Denemarken |
| №                                              | Datum                                          | Wedstrijd                                      | Uitslag                                        | Competitie                                     | Goals                                          |
| Als speler van Sunderland AFC                  | Als speler van Sunderland AFC                  | Als speler van Sunderland AFC                  | Als speler van Sunderland AFC                  | Als speler van Sunderland AFC                  | Als speler van Sunderland AFC                  |
| ---------------------------------------------- | ---------------------------------------------- | ---------------------------------------------- | ---------------------------------------------- | ---------------------------------------------- | ---------------------------------------------- |
| 1                                              | 17 november 1999                               | Denemarken – Israël                            | 3 – 0                                          | EK-kwalificatie                                |                                                |
| 2                                              | 15 november 2000                               | Denemarken – Duitsland                         | 2 – 1                                          | Oefeninterland                                 |                                                |
| 3                                              | 24 maart 2001                                  | Malta – Denemarken                             | 0 – 5                                          | WK-kwalificatie                                |                                                |
| 4                                              | 28 maart 2001                                  | Tsjechië – Denemarken                          | 0 – 0                                          | WK-kwalificatie                                |                                                |
| 5                                              | 2 juni 2001                                    | Denemarken – Tsjechië                          | 2 – 1                                          | WK-kwalificatie                                |                                                |
| 6                                              | 6 juni 2001                                    | Denemarken – Malta                             | 2 – 1                                          | WK-kwalificatie                                |                                                |
| 7                                              | 15 augustus 2001                               | Frankrijk – Denemarken                         | 1 – 0                                          | Oefeninterland                                 |                                                |
| 8                                              | 1 september 2001                               | Denemarken – Noord-Ierland                     | 1 – 1                                          | WK-kwalificatie                                |                                                |
| 9                                              | 6 oktober 2001                                 | Denemarken – IJsland                           | 6 – 0                                          | WK-kwalificatie                                |                                                |
| 10                                             | 10 november 2001                               | Denemarken – Nederland                         | 1 – 1                                          | Oefeninterland                                 |                                                |
| 11                                             | 13 februari 2002                               | Saoedi-Arabië – Denemarken                     | 0 – 1                                          | Oefeninterland                                 |                                                |
| 12                                             | 27 maart 2002                                  | Ierland – Denemarken                           | 3 – 0                                          | Oefeninterland                                 |                                                |
| 13                                             | 17 april 2002                                  | Denemarken – Israël                            | 3 – 1                                          | Oefeninterland                                 |                                                |
| 14                                             | 17 mei 2002                                    | Denemarken – Kameroen                          | 2 – 1                                          | Oefeninterland                                 |                                                |
| 15                                             | 26 mei 2002                                    | Denemarken – Tunesië                           | 2 – 1                                          | Oefeninterland                                 |                                                |
| 16                                             | 1 juni 2002                                    | Uruguay – Denemarken                           | 1 – 2                                          | WK-eindronde                                   |                                                |
| 17                                             | 6 juni 2002                                    | Senegal – Denemarken                           | 1 – 1                                          | WK-eindronde                                   |                                                |
| 18                                             | 11 juni 2002                                   | Denemarken – Frankrijk                         | 2 – 0                                          | WK-eindronde                                   |                                                |
| 19                                             | 15 juni 2002                                   | Denemarken – Engeland                          | 0 – 3                                          | WK-eindronde                                   |                                                |
| 20                                             | 21 augustus 2002                               | Schotland – Denemarken                         | 0 – 1                                          | Oefeninterland                                 |                                                |
| 21                                             | 7 september 2002                               | Noorwegen – Denemarken                         | 2 – 2                                          | EK-kwalificatie                                |                                                |
| 22                                             | 12 februari 2003                               | Egypte – Denemarken                            | 1 – 4                                          | Oefeninterland                                 |                                                |
| 23                                             | 29 maart 2003                                  | Roemenië – Denemarken                          | 2 – 5                                          | EK-kwalificatie                                |                                                |
| 24                                             | 2 april 2003                                   | Denemarken – Bosnië en Herzegovina             | 0 – 2                                          | EK-kwalificatie                                |                                                |
| 25                                             | 30 april 2003                                  | Denemarken – Oekraïne                          | 1 – 0                                          | Oefeninterland                                 |                                                |
| 26                                             | 7 juni 2003                                    | Denemarken – Noorwegen                         | 1 – 0                                          | EK-kwalificatie                                |                                                |
| 27                                             | 11 juni 2003                                   | Luxemburg – Denemarken                         | 0 – 2                                          | EK-kwalificatie                                |                                                |
| Als speler van Aston Villa                     |                                                |                                                |                                                |                                                |                                                |
| 28                                             | 20 augustus 2003                               | Denemarken – Finland                           | 1 – 1                                          | Oefeninterland                                 |                                                |
| 29                                             | 10 september 2003                              | Denemarken – Roemenië                          | 2 – 2                                          | EK-kwalificatie                                |                                                |
| 30                                             | 11 oktober 2003                                | Bosnië en Herzegovina – Denemarken             | 1 – 1                                          | EK-kwalificatie                                |                                                |
| 31                                             | 16 november 2003                               | Engeland – Denemarken                          | 2 – 3                                          | Oefeninterland                                 |                                                |
| 32                                             | 18 februari 2004                               | Turkije – Denemarken                           | 0 – 1                                          | Oefeninterland                                 |                                                |
| 33                                             | 31 maart 2004                                  | Spanje – Denemarken                            | 2 – 0                                          | Oefeninterland                                 |                                                |
| 34                                             | 28 april 2004                                  | Denemarken – Schotland                         | 1 – 0                                          | Oefeninterland                                 |                                                |
| 35                                             | 30 mei 2004                                    | Estland – Denemarken                           | 2 – 2                                          | Oefeninterland                                 |                                                |
| 36                                             | 5 juni 2004                                    | Denemarken – Kroatië                           | 1 – 2                                          | Oefeninterland                                 |                                                |
| 37                                             | 14 juni 2004                                   | Denemarken – Italië                            | 0 – 0                                          | EK-eindronde                                   |                                                |
| 38                                             | 18 juni 2004                                   | Denemarken – Bulgarije                         | 2 – 0                                          | EK-eindronde                                   |                                                |
| 39                                             | 22 juni 2004                                   | Denemarken – Zweden                            | 2 – 2                                          | EK-eindronde                                   |                                                |
| 40                                             | 27 juni 2004                                   | Tsjechië – Denemarken                          | 3 – 0                                          | EK-eindronde                                   |                                                |
| 41                                             | 18 augustus 2004                               | Polen – Denemarken                             | 1 – 5                                          | Oefeninterland                                 |                                                |
| 42                                             | 4 september 2004                               | Denemarken – Oekraïne                          | 1 – 1                                          | WK-kwalificatie                                |                                                |
| 43                                             | 17 november 2004                               | Georgië – Denemarken                           | 2 – 2                                          | WK-kwalificatie                                |                                                |
| 44                                             | 9 februari 2005                                | Griekenland – Denemarken                       | 2 – 1                                          | WK-kwalificatie                                |                                                |
| 45                                             | 26 maart 2005                                  | Denemarken – Kazachstan                        | 3 – 0                                          | WK-kwalificatie                                |                                                |
| 46                                             | 30 maart 2005                                  | Oekraïne – Denemarken                          | 1 – 0                                          | WK-kwalificatie                                |                                                |
| 47                                             | 2 juni 2005                                    | Finland – Denemarken                           | 0 – 1                                          | Oefeninterland                                 |                                                |
| 48                                             | 8 juni 2005                                    | Denemarken – Albanië                           | 3 – 1                                          | WK-kwalificatie                                |                                                |
| 49                                             | 17 augustus 2005                               | Denemarken – Engeland                          | 4 – 1                                          | Oefeninterland                                 |                                                |
| 50                                             | 3 september 2005                               | Turkije – Denemarken                           | 2 – 2                                          | WK-kwalificatie                                |                                                |
| 51                                             | 7 september 2005                               | Denemarken – Georgië                           | 6 – 1                                          | WK-kwalificatie                                |                                                |
| 52                                             | 8 oktober 2005                                 | Denemarken – Griekenland                       | 1 – 0                                          | WK-kwalificatie                                |                                                |
| 53                                             | 12 oktober 2005                                | Kazachstan – Denemarken                        | 1 – 2                                          | WK-kwalificatie                                |                                                |
| 54                                             | 1 maart 2006                                   | Israël – Denemarken                            | 0 – 2                                          | Oefeninterland                                 |                                                |
| 55                                             | 16 augustus 2006                               | Denemarken – Polen                             | 2 – 0                                          | Oefeninterland                                 |                                                |
| 56                                             | 1 september 2006                               | Denemarken – Portugal                          | 4 – 2                                          | Oefeninterland                                 |                                                |
| 57                                             | 6 september 2006                               | IJsland – Denemarken                           | 0 – 2                                          | EK-kwalificatie                                |                                                |
| 58                                             | 7 oktober 2006                                 | Denemarken – Noord-Ierland                     | 0 – 0                                          | EK-kwalificatie                                |                                                |
| 59                                             | 15 november 2006                               | Tsjechië – Denemarken                          | 1 – 1                                          | Oefeninterland                                 |                                                |
| 60                                             | 6 februari 2007                                | Australië – Denemarken                         | 1 – 3                                          | Oefeninterland                                 |                                                |
| 61                                             | 24 maart 2007                                  | Spanje – Denemarken                            | 2 – 1                                          | EK-kwalificatie                                |                                                |
| 62                                             | 28 maart 2007                                  | Duitsland – Denemarken                         | 0 – 1                                          | Oefeninterland                                 |                                                |
| 63                                             | 2 juni 2007                                    | Denemarken – Zweden                            | 3 – 3                                          | EK-kwalificatie                                |                                                |
| 64                                             | 6 juni 2007                                    | Letland – Denemarken                           | 0 – 2                                          | EK-kwalificatie                                |                                                |
| 65                                             | 8 september 2007                               | Zweden – Denemarken                            | 0 – 0                                          | EK-kwalificatie                                |                                                |
| 66                                             | 12 september 2007                              | Denemarken – Liechtenstein                     | 4 – 0                                          | EK-kwalificatie                                |                                                |
| 67                                             | 13 oktober 2007                                | Denemarken – Spanje                            | 1 – 3                                          | EK-kwalificatie                                |                                                |
| 68                                             | 17 oktober 2007                                | Denemarken – Letland                           | 3 – 1                                          | EK-kwalificatie                                |                                                |
| 69                                             | 17 november 2007                               | Noord-Ierland – Denemarken                     | 2 – 1                                          | EK-kwalificatie                                |                                                |
| 70                                             | 21 november 2007                               | Denemarken – IJsland                           | 3 – 0                                          | EK-kwalificatie                                |                                                |
| 71                                             | 6 februari 2008                                | Slovenië – Denemarken                          | 1 – 2                                          | Oefeninterland                                 |                                                |
| 72                                             | 26 maart 2008                                  | Denemarken – Tsjechië                          | 1 – 1                                          | Oefeninterland                                 |                                                |
| 73                                             | 1 juni 2008                                    | Polen – Denemarken                             | 1 – 1                                          | Oefeninterland                                 |                                                |
| Als speler van Stoke City                      |                                                |                                                |                                                |                                                |                                                |
| 74                                             | 20 augustus 2008                               | Denemarken – Spanje                            | 0 – 3                                          | Oefeninterland                                 |                                                |
| 75                                             | 11 oktober 2008                                | Denemarken – Malta                             | 3 – 0                                          | WK-kwalificatie                                |                                                |
| 76                                             | 19 november 2008                               | Denemarken – Wales                             | 0 – 1                                          | Oefeninterland                                 |                                                |
| 77                                             | 11 februari 2009                               | Griekenland – Denemarken                       | 1 – 1                                          | Oefeninterland                                 |                                                |
| 78                                             | 28 maart 2009                                  | Malta – Denemarken                             | 0 – 3                                          | WK-kwalificatie                                |                                                |
| 79                                             | 1 april 2009                                   | Denemarken – Albanië                           | 3 – 0                                          | WK-kwalificatie                                |                                                |
| 80                                             | 6 juni 2009                                    | Zweden – Denemarken                            | 0 – 1                                          | WK-kwalificatie                                |                                                |
| 81                                             | 9 september 2009                               | Albanië – Denemarken                           | 1 – 1                                          | WK-kwalificatie                                |                                                |
| 82                                             | 10 oktober 2009                                | Denemarken – Zweden                            | 1 – 0                                          | WK-kwalificatie                                |                                                |
| 83                                             | 14 oktober 2009                                | Denemarken – Hongarije                         | 0 – 1                                          | WK-kwalificatie                                |                                                |
| 84                                             | 14 november 2009                               | Denemarken – Zuid-Korea                        | 0 – 0                                          | Oefeninterland                                 |                                                |
| 85                                             | 18 november 2009                               | Denemarken – Verenigde Staten                  | 3 – 1                                          | Oefeninterland                                 |                                                |
| 86                                             | 3 maart 2010                                   | Oostenrijk – Denemarken                        | 2 – 1                                          | Oefeninterland                                 |                                                |
| 87                                             | 14 juni 2010                                   | Denemarken – Nederland                         | 0 – 2                                          | WK-eindronde                                   |                                                |
| 88                                             | 19 juni 2010                                   | Kameroen – Denemarken                          | 1 – 2                                          | WK-eindronde                                   |                                                |
| 89                                             | 24 juni 2010                                   | Japan – Denemarken                             | 3 – 1                                          | WK-eindronde                                   |                                                |
| 90                                             | 11 augustus 2010                               | Denemarken – Duitsland                         | 2 – 2                                          | Oefeninterland                                 |                                                |
| 91                                             | 8 oktober 2010                                 | Portugal – Denemarken                          | 3 – 1                                          | EK-kwalificatie                                |                                                |
| 92                                             | 9 februari 2011                                | Denemarken – Engeland                          | 1 – 2                                          | Oefeninterland                                 |                                                |
| 93                                             | 26 maart 2011                                  | Noorwegen – Denemarken                         | 1 – 1                                          | EK-kwalificatie                                |                                                |
| 94                                             | 4 juni 2011                                    | IJsland – Denemarken                           | 0 – 2                                          | EK-kwalificatie                                |                                                |
| 95                                             | 10 augustus 2011                               | Schotland – Denemarken                         | 2 – 1                                          | Oefeninterland                                 |                                                |
| 96                                             | 6 september 2011                               | Denemarken – Noorwegen                         | 2 – 0                                          | EK-kwalificatie                                |                                                |
| 97                                             | 7 oktober 2011                                 | Cyprus – Denemarken                            | 1 – 4                                          | EK-kwalificatie                                |                                                |
| 98                                             | 11 oktober 2011                                | Denemarken – Portugal                          | 2 – 1                                          | EK-kwalificatie                                |                                                |
| 99                                             | 11 november 2011                               | Denemarken – Zweden                            | 2 – 0                                          | Oefeninterland                                 |                                                |
| 100                                            | 29 februari 2012                               | Denemarken – Rusland                           | 0 – 2                                          | Oefeninterland                                 |                                                |
| 101                                            | 26 mei 2012                                    | Brazilië – Denemarken                          | 3 – 1                                          | Oefeninterland                                 |                                                |

## Erelijst
| Kampioen First Division | 1x | 1998/99 |